# 127 timmar
127 timmar är en amerikansk dramadokumentär från 2010 regisserad av Danny Boyle med James Franco i huvudrollen som äventyraren Aron Ralston. Filmen nominerades till sex Oscars vid Oscarsgalan 2011 bland annat i kategorin bästa film och bästa manliga huvudroll.

## Handling
Filmen är en dramatisering av när bergsbestigaren Aron Ralston fastnade med armen när ett stort stenblock flyttade sig när han klättrade, och han var tvungen att skära av armen. Han hade klättrat ner i en ravin nära Moab i Utah, när armen klämdes fast. Han visste att han inte skulle vara saknad på länge när han kämpade för att komma loss. Han bygger olika hävanordningar för att flytta stenen, ransonerar vatten och mat, samt spelar in en videodagbok. Han har hallucinationer tidvis och tvingas dricka sin urin. I en av hallucinationerna pratar han med sin framtida son, och det ger honom kraft att besluta att armen måste skäras av. Han har bara en ganska slö fällkniv på ett multiverktyg, och häver sig så att armen bryts där han ska sätta snittet. Han lyckas komma loss, och är då fortfarande långt ifrån sin bil och närmaste bebodda plats. Han hittare en pöl med vatten och ger sig ut i öknen, där han lyckas får hjälp av en familj som är ute och vandrar. I eftetexterna berättas att han fortsatt att klättra, gift sig och fått en son.

## Rollista
| James Franco   | – Aron Ralston  |
| Kate Mara      | – Kristi Moore  |
| Amber Tamblyn  | – Megan McBride |
| Clémence Poésy | – Rana          |
| Lizzy Caplan   | – Sonja Ralston |
| Kate Burton    | – Donna Ralston |
| Treat Williams | – Larry Ralston |

Den riktige Aron Ralston och hans hustru och son gjorde ett cameo-framträdande i slutet av filmen.